# Astragalus coriaceus
Astragalus coriaceus är en ärtväxtart som beskrevs av William Botting Hemsley. Astragalus coriaceus ingår i släktet vedlar, och familjen ärtväxter. Inga underarter finns listade i Catalogue of Life.